# Claudette Herbster-Josland
Claudette Herbster, née le 28 mars 1946 à Dijon (Côte d'Or), est une escrimeuse française maniant le fleuret.

## Carrière
Claudette Herbster escrimeuse pratique le fleuret, elle remporte 5 titres de championne de France Junior ASSU et UFOLEP - championne de France toutes catégories en 1968. Participe et remporte de nombreux tournois internationaux. Remporte 2 médailles de bronze aux championnats du monde 1965 et 1966 à Vienne et Rotterdam - 1 médaille de bronze à Montreal 1967 par équipe. Pré-sélectionnée olympique pour les Jeux olympiques de Tokyo 1964 - Sélectionnée olympique pour les Jeux olympiques de Mexico, elle participe à Mexico aux Jeux pré-olympiques 1966 et 1967 (l'altitude de Mexico nécessitait ces épreuves), elle y remporte la médaille de bronze. En 1968, elle se classe 4e avec l'équipe de France. Après les JO, elle quitte l'équipe de France, ensuite naissance de sa fille Carole et reprise des compétitions, mais cette fois avec une licence suisse à Bâle.

## Décoration
- Médaille d'honneur de la jeunesse et des sports, à titre exceptionnel (1966)[1]